# Francisca Carla
Francisca Quirino (Ubajara, 1910 – Tianguá, 22 de abril de 1953), mais conhecida como Francisca Carla, foi uma empregada doméstica falecida vítima de hanseníase, que virou mártir na cidade de Tianguá e região da Ibiapaba.

## Infância
Francisca Carla, filha de Ana Quirina e pai desconhecido, foi adotada aos oito anos por um casal de lavradores e padrinhos, Joaquim Carlos de Vasconcelos e Maria Rodrigues de Vasconcelos. Daí surgiu o nome Francisca Carla, em virtude do "Carlos", de seu adotante. Depois da adoção, passou a trabalhar como lavradora e eventualmente em casas de família como cozinheira, lavadeira e outros serviços domésticos. 

## Descoberta da doença
Em 1948, aos 38 anos, quando ajudava em um almoço na casa do Sr. Adauto Damasceno, em Tianguá, um médico convidado para o almoço percebeu Francisca Carla com manchas na pele. Após uma observação mais detalhada, constatou que Francisca Carla havia contraído hanseníase, também chamada de lepra, doença contagiosa e, na época, sem tratamento e cura.

## Calvário
A partir da descoberta da doença, a vida de Francisca Carla tornou-se um verdadeiro calvário: foi deixada por sua própria família adotiva num casebre no meio da mata (Sítio Lagoa do Padre, a quatro quilômetros de Tianguá), sem nenhum contato com a sociedade. Água e comida eram colocadas a distância, com a ajuda de uma vara, para que fosse evitado o contato com as pessoas, devido a tão contagiosa infecção. 
Sua via crucis perdurou cinco anos, sobrevivendo de doações deixadas por pessoas, que muitas das vezes transitavam pelo caminho uma única vez por semana. 

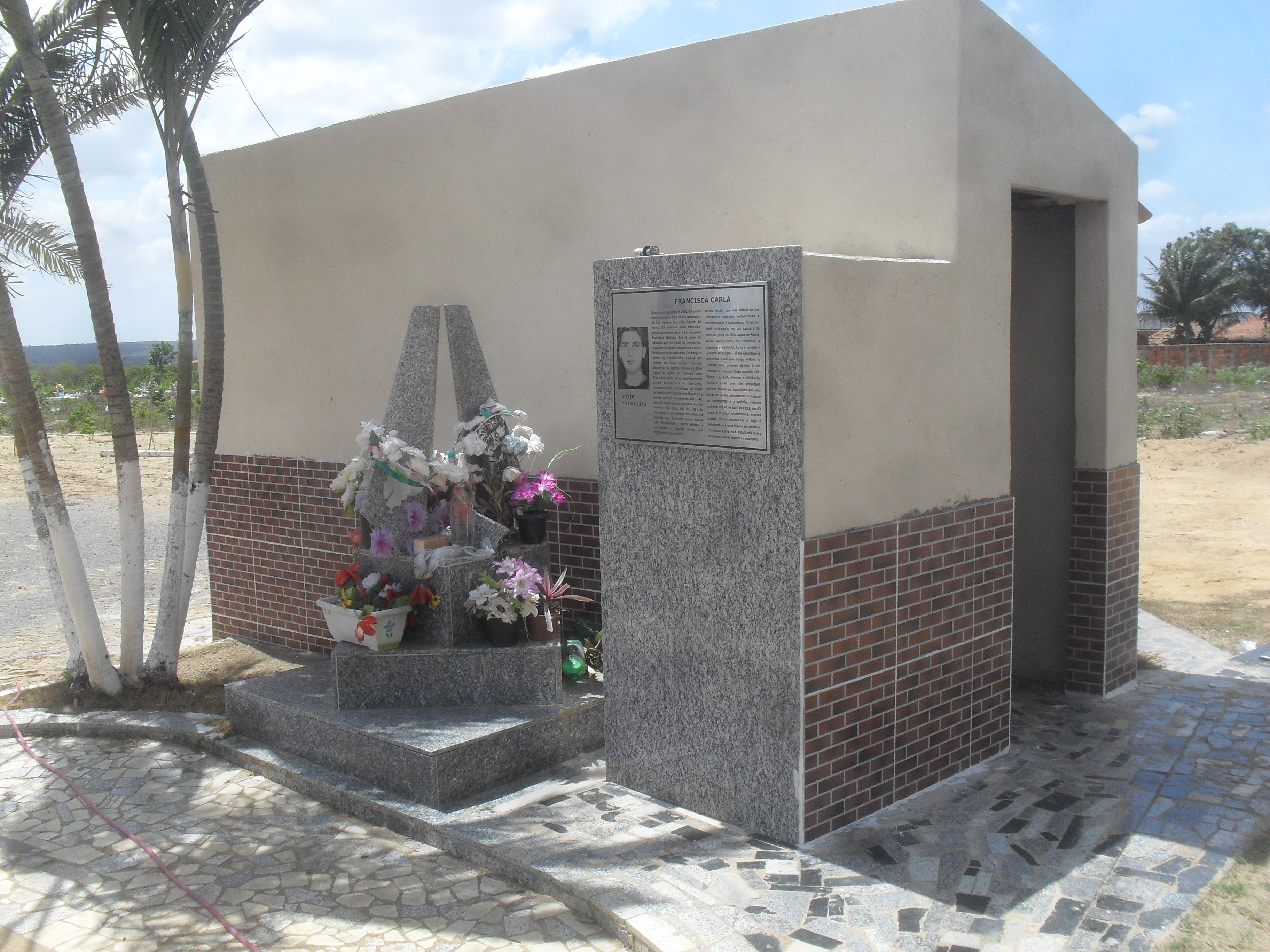
Campo Santo Francisca Carla, onde estão guardados os restos mortais de Francisca Carla

## Morte
Totalmente entregue à solidão e ao sofrimento que a doença e o isolamento lhe proporcionara, Francisca Carla faleceu dia 22 de abril de 1953. Ao descobrir o acontecido, moradores da comunidade vizinha providenciaram rapidamente o enterro, pois o corpo da falecida já estava em estado de putrefação.
Em novembro de 1999, os restos mortais de Francisca Carla foram transladados da capela do Sítio Lagoa do Padre, onde havia sido enterrada, para o cemitério então recém-inaugurado, que recebeu seu nome.

## Devoção
Por todo seu sofrimento e resignação, Francisca Carla hoje é tida como santa por toda a região, mártir amplamente venerada pela devoção popular. No local de sua morte foi erguida uma capela, até hoje visitada por moradores da região e de outras cidades. A capela transformou-se num local de oração, em que os fiéis depositam os seus pedidos de intercessão.
Em 2007, o escritor tianguaense Luiz Gonzaga Bezerra lançou o livro Um olhar sobre Francisca Carla e outros fatos sobre Tianguá, traçando um perfil biográfico sobre a mártir.
Em 2011 foi lançado o curta-metragem Fca Carla, do diretor Natal Portela, narrando toda a saga de Francisca Carla.